# Jorge Manuel Theotocopouli
Jorge Manuel Theotocopoli, ou Theotocópuli, ou Theotocopoulos, né à Tolède en 1578 et mort dans la même ville le 29 mars 1631 est un peintre, sculpteur et architecte espagnol.
Il est le fils naturel du peintre hispano-grec Dominiko Theotocopoulos — dit El Greco — et de Jerónima de las Cuevas.

## Biographie
Jorge Manuel Theotocopoli est élevé par son père El Greco, seul. Il apprend le métier de peintre en travaillant dans l’atelier de son père, puis à partir de 1603 il collabore nommément à la réalisation du retable d'Illescas avec son père. La même année, il épouse Alfonsa de los Morales dont il a un enfant en 1604, Gabriel de los Morales.
En 1607, il commence à réaliser ses propres travaux, comme le retable Titulcia, où il prolonge le maniérisme de son père, mais s’en distingue avec un style personnel, bien que sa qualité comme peintre fut toujours inférieure au grand maître de Tolède.
Après la mort de son père, en 1614, l’activité de Jorge Manuel Theotocopouli se centre sur l’architecture, où il suit l’école Herrera avec Nicolas de Vergara le Jeune et Juan Bautista Monegro. De 1612 à 1618, il participe à la construction de la mairie de Tolède.
En 1625, il obtient la charge de maître sculpteur et architecte de la cathédrale de Tolède, où il travaille à la construction de la chapelle du Ochavo et sur la coupole de la chapelle mozarabe d'Enrique Egas.
Marié deux fois, il meurt ruiné, ses biens sont saisis par l'hôpital de Tavera avec lequel il était en litige.

## Manusso, le frère du Greco
Manusso Theotocopoulos (1531 – 13 décembre 1604) est l'oncle de Jorge Manuel et le frère aîné du Greco. Il est marchand et a certainement aidé son frère, au moins au début de sa carrière. Le 12 juillet 1567, il est expulsé d'une confrérie de peintres à Venise où il « sème le trouble ». Collecteur d’impôts, il est condamné pour malversation et emprisonné de 1582 à 1586. Il vit avec son frère et sa famille, à Tolède, de 1591 à sa mort, en 1604. Il semble qu'il aide alors son frère en codirigeant l'atelier avec les assistants Francisco Preboste et Luis Tristán.

## L'héritage du Greco
le 31 mars 1614, le Greco nomme son fils légataire universel de ses biens. Il meurt le 7 avril et est enterré à l'église de Santo Domingo el Antiguo. Jorge Manuel Theotocopouli réalise alors l'inventaire de l'atelier, y compris les œuvres inachevées. Mais en 1621, quand Jorge Manuel se remarie, l'inventaire de ses biens contient des Greco qui n'apparaissaient pas dans le précédent inventaire.
En 1618, les sœurs du couvent de l'église de Santo Domingo rompent l'accord signé en 1612 à propos du mausolée familial dans l'église et demandent que les restes du Greco et de la première épouse de Jorge Manuel, Alfonsa de los Morales morte en 1617, soient retirés de l'église. Les restes du Greco et d'Alfonsa Morales sont alors déposés dans le monastère de San Torcuato. Ce lieu fut détruit en 1868.

## L'art de Theotocopouli

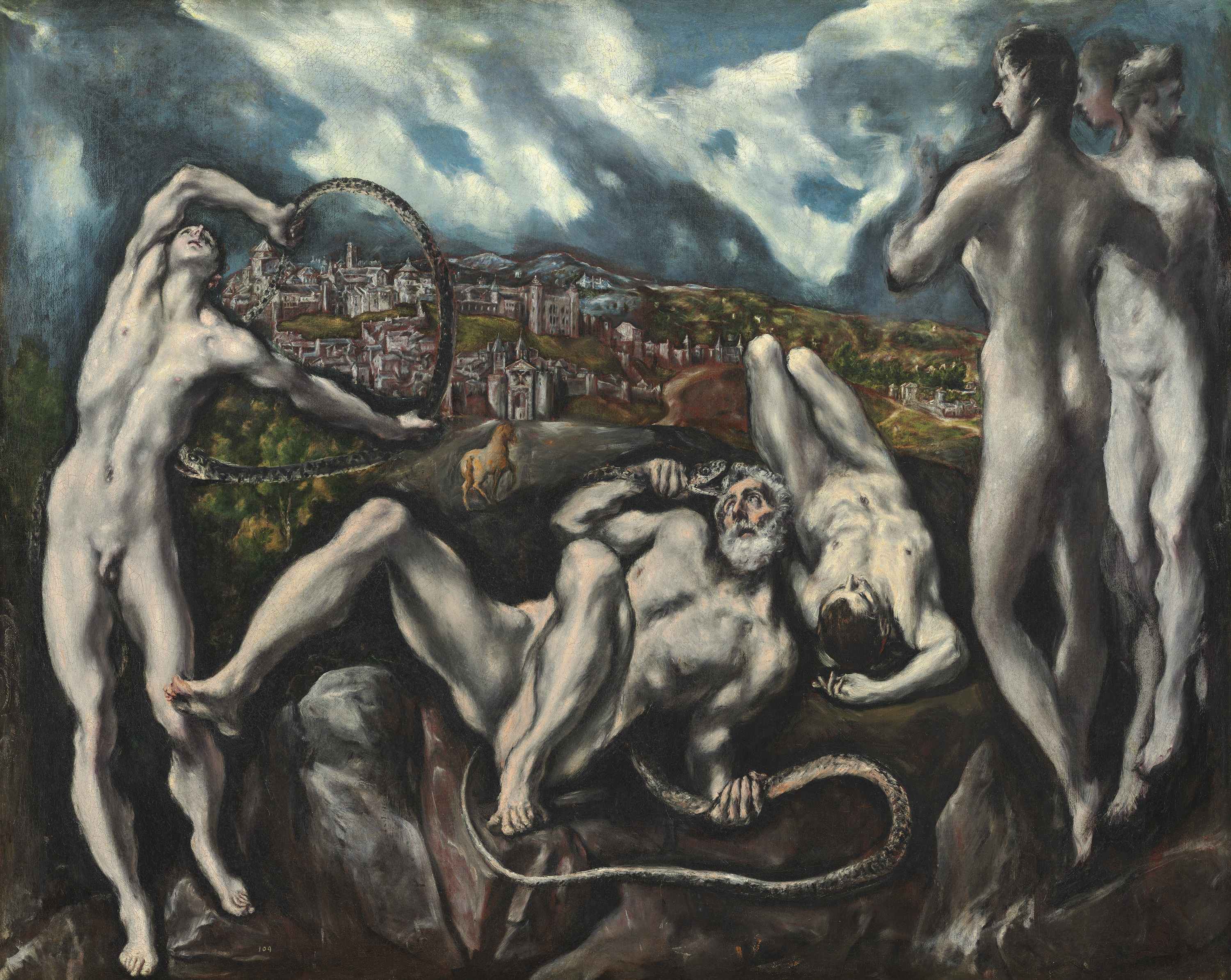
El Greco, Le Laocoon (entre 1610 et 1614), Washington, National Gallery of Art. Œuvre achevée par Jorge Manuel Theotocopouli.

Le style de Jorge Manuel emprunte beaucoup d'éléments stylistiques à son père, tout en accentuant les effets. Les formes sont encore plus allongées. Le dessin est heurté et fermé. Le coloris est pauvre, très sombre. Il semble même que Jorge Manuel ait terminé certains tableaux de son père comme Le Laocoon puisqu'il semble l'avoir vendu après la mort de son père, alors qu'il est déclaré inachevé dans l'inventaire de l'atelier du Greco. L'atelier du Greco reste donc actif après la mort de celui-ci, sous la direction de Jorge Manuel et sans doute même après la mort de ce dernier.

## Œuvres de Jorge Manuel Theotocopouli

### Peinture
- Retable de Titulcia, Titulcia.
- La Famille de Jorge Manuel, vers 1620, huile sur toile, 100 × 177 cm, Madrid, Académie royale des beaux-arts Saint-Ferdinand.
- El Expolio, vers 1606, d'après El Greco, 107 × 69 cm, Madrid, musée du Prado.
- L'Enterrement du comte d'Orgaz, attribution, copie de la partie inférieure de la toile du Greco, Madrid, musée du Prado.
- Retable d'Illescas, Illescas, en collaboration avec El Greco.

### Architecture
- Hôtel de ville de Tolède.
- Chapelle Ochavo, cathédrale Sainte-Marie de Tolède.
- Coupole de la chapelle mozarabe, cathédrale Sainte-Marie de Tolède.

## Œuvres du Greco attribuées au Greco et à son atelier

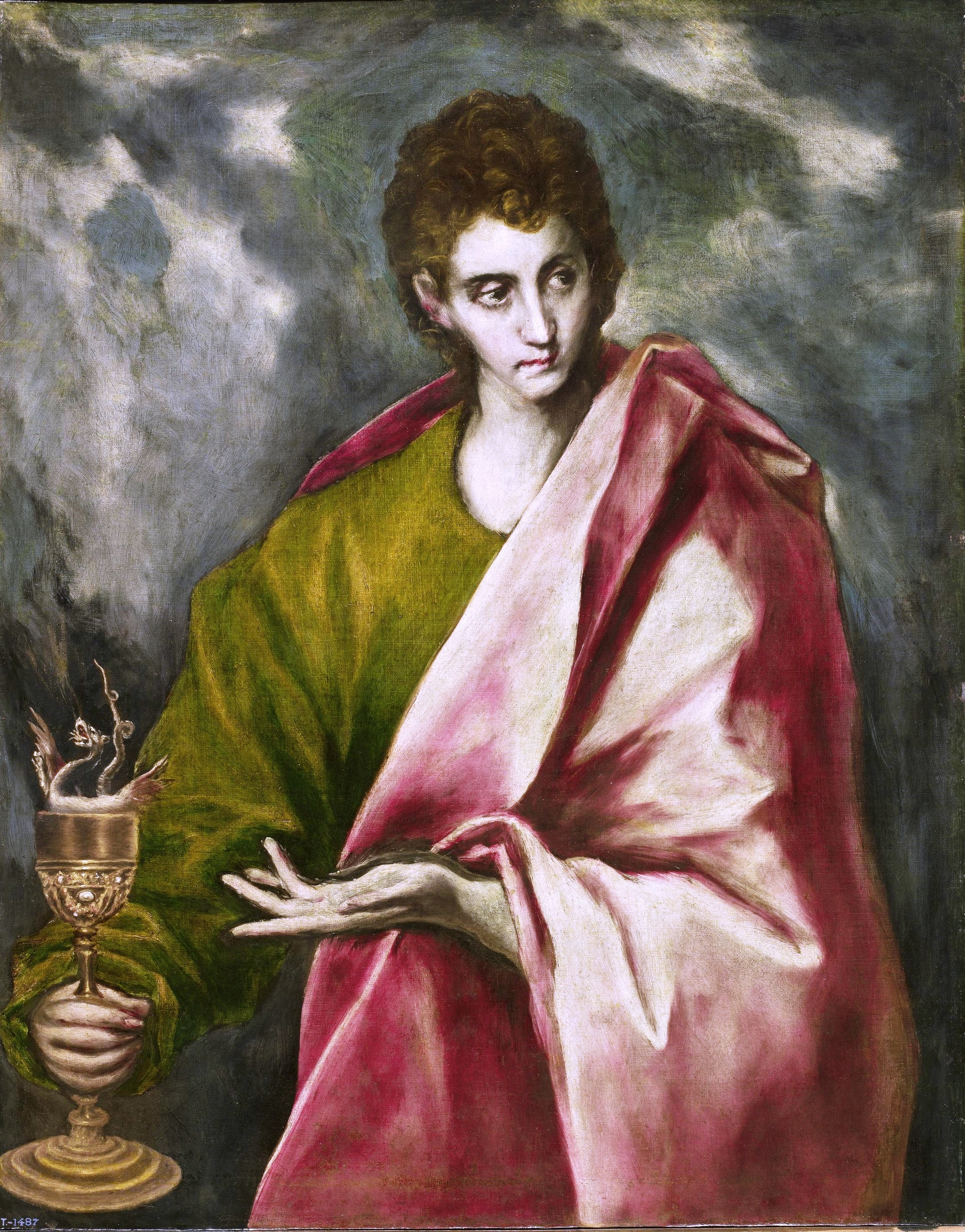
El Greco et atelier,Saint Jean l'Évangéliste (vers 1605), Madrid, musée du Prado. Une des trois versions connues peinte par Greco et son atelier.

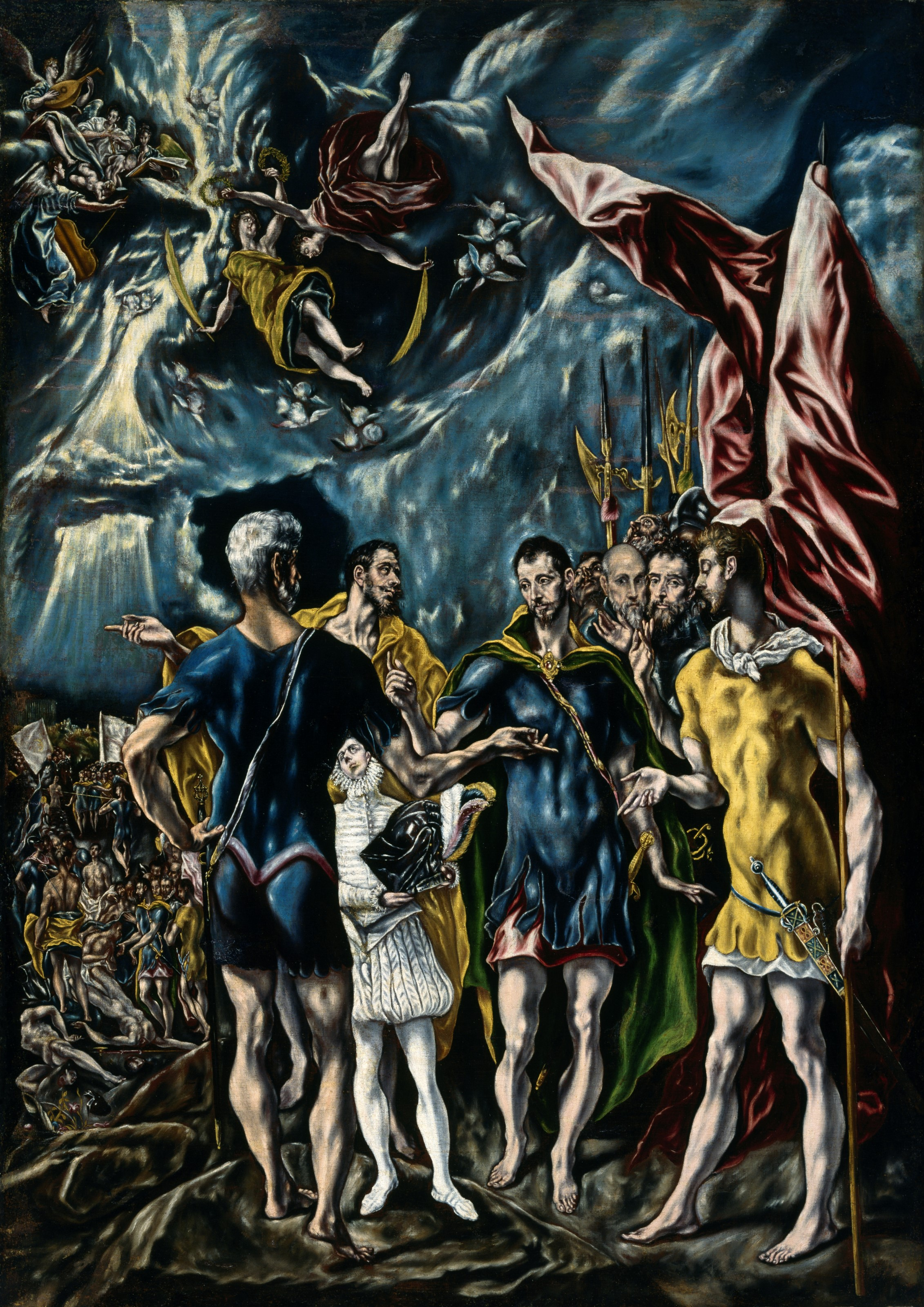
El Greco et Jorge Manuel Theotocopouli, Le Martyre de saint Maurice (vers 1625), musée des Beaux-Arts de Houston.

- La Sainte Face, 1586-1595, huile sur toile, 71 × 54 cm, Madrid, musée du Prado.
- La Sainte Face, 1577-1580, huile sur toile, 76 × 55 cm, collection particulière.
- Le Sauveur, 1605-1610, huile sur toile, 100 × 80 cm, Tolède, musée du Greco.
- Le Sauveur, 1608-1614, huile sur toile, 100 × 80 cm, Madrid, musée du Prado.
- Le Sauveur, 1608-1614, huile sur toile, 100 × 80 cm, Madrid, musée du Prado.
- Le Sauveur, 1608-1614, huile sur toile, Cáceres, musée de Cáceres.
- Le Sauveur, 1600, huile sur toile, 72 × 53 cm, Reggio d'Émilie, Galleria Parmeggiani (it).
- Le Couronnement de la Vierge, 1591-1592, huile sur toile, 99 × 101 cm, Madrid, musée du Prado.
- Le Couronnement de la Vierge, 1591-1592, huile sur toile, 105 × 80 cm, monastère royal de Santa María de Guadalupe.
- Portrait de la Vierge, 1595-1600, huile sur toile, 52 × 41 cm, Madrid, musée du Prado.
- Portrait de la Vierge, 1595-1600, huile sur toile, 52 × 36 cm, musée des Beaux-Arts de Strasbourg.
- Mater Dolorosa, 1610-1614, huile sur toile, 275 × 225 cm, Berlin, musées d'État de Berlin.
- La Pentecôte, 1597-1600, huile sur toile, 275 × 127 cm, Madrid, musée du Prado.
- La Pentecôte, vers 1620, huile sur toile, 104 × 52 cm, collection particulière.
- Saint François d’Assise et frère Léon méditant sur la mort, 1600-1614, huile sur toile, 160 × 103 cm, Madrid, musée du Prado.
- Saint François d’Assise et frère Léon méditant sur la mort, 1600-1614, huile sur toile, 168 × 103 cm, Ottawa, Musée des beaux-arts du Canada.
- Saint François d’Assise et frère Léon méditant sur la mort, avant 1650, huile sur toile, 168 × 103 cm, Paris, musée du Louvre.
- Le Christ portant la Croix, 1605, huile sur toile, 101 × 80 cm, Albacete,El Bonillo.
- Saint Jérôme Pénitent, 1605, huile sur toile, 91 × 90 cm, Madrid, musée du Prado.
- Saint Jean-Baptiste et Saint Jean l'Évangéliste, 1610, huile sur toile, 110 × 86 cm, Madrid, musée du Prado.
- Saint Jean l'Évangéliste, 1620, huile sur toile, 102 × 64 cm, Madrid, musée Cerralbo.
- Saint Jean-Baptiste, 1605, huile sur toile, 105 × 64 cm, musée des Beaux-Arts de Valence.
- Saint Jean-Baptiste, 1600, huile sur toile, 111 × 66 cm, San Francisco, De Young Memorial Museum.
- Saint Jean l'Évangéliste, 1605, huile sur toile, 100 × 78 cm, Madrid, musée du Prado.
- Saint Jean l'Évangéliste, 1605-1610, huile sur toile, 100 × 80 cm, Tolède, musée du Greco.
- Saint Jean l'Évangéliste, 1610, huile sur toile, 100 × 76 cm, cathédrale Sainte-Marie de Tolède.
- Saint Jean l'Évangéliste, 1614, huile sur toile, 72 × 55 cm, New York, collection particulière.
- Saint André, 1614, huile sur toile,72 × 55 cm, Los Angeles, musée d'Art du comté de Los Angeles.
- Saint Luc, 1614, huile sur toile, 72 × 55 cm, Indianapolis Museum of Art.
- Saint Matthieu, 1614, huile sur toile, 72 × 55 cm, Indianapolis Museum of Art.
- Saint Simon, 1614, huile sur toile, 72 × 55 cm, Indianapolis Museum of Art.
- Saint Jacques, 1608-1614, huile sur toile, 72 × 55 cm, Madrid, musée du Prado.
- Saint Jacques, 1610, huile sur toile, 100 × 76 cm, cathédrale Sainte-Marie de Tolède.
- Saint Jacques le Mineur, 1610, huile sur toile, 100 × 80 cm, Tolède, musée du Greco.
- Saint Jacques le Mineur, 1610, huile sur toile, 71 × 53 cm, Chicago, collection particulière.
- Saint Jacques le Mineur, 1614, huile sur toile, 70 × 54 cm, Oxford[Où ?].
- Saint Paul, 1614, huile sur toile, 72 × 55 cm, Madrid, musée du Prado.
- Saint Paul, 1614, huile sur toile, 100 × 76 cm, cathédrale Sainte-Marie de Tolède.
- Saint Paul, 1610, huile sur toile, 100 × 80 cm, Tolède, musée du Greco.
- Saint Paul, 1610, huile sur toile, 71 × 53 cm, Oviedo, musée des Beaux-Arts.
- Retable de Tavera, Le Baptême du Christ, Tolède, Hôpital de Tavera.